# 道威斯計劃
道斯计划（Dawes Plan）又称道斯計畫、道茲計劃、多茲計劃，在1923年由美国提出，用以舒缓德国因凡尔赛条约赔款而承受的巨大财政压力。1919年，第一次世界大战结束。盟军要求德国按照条约赔偿66亿英镑，令德国经济严重衰退。1923年，由于德国未能及时赔偿，法国軍隊与比利时军队占领德国西部工业重镇、盛产煤及钢铁的鲁尔区。这不但令德国人民震怒，而且还增加其经济负担。

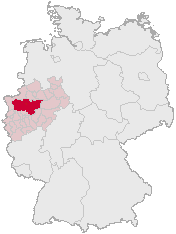
鲁尔区富含重工業礦產，但是放棄佔領卻使得日後德國有能力發動二戰

为了解决困局和让德国继续赔偿，盟军赔款委员会任命美國行政管理和預算局局長查尔斯·盖茨·道威斯主持计划，希望寻求让各方同意的方案。
道威斯的委员会有十人，由比利时、法国、英国、意大利与美国分别派出两名代表。委员会负责寻求解决方案，协助德国在战后赔款，而赔款金额是大约二百亿纸马克 (因鲁尔事件大幅贬值的马克) 。

## 内容
1. 盟军撤出鲁尔区；
2. 德国在首年赔款十亿马克，然后在往后四年之内每年赔款二十五亿；
3. 在盟军监察下，德国国家银行将会重组；
4. 德国会得到主要来自美国的外国贷款；
5. 赔款应该包括交通运输、关税与货物税等德国所得税款。

计划得到德国与盟军的同意在1924年9月生效。虽然德国经济复苏，能够迅速赔款，但不久后又见困乏，难以长久维持赔偿。结果，美国在1929年改用扬计划来帮助德国。